# جيكوب أبلباوم
جيكوب أبلباوم (بالإنجليزية: Jacob Appelbaum)‏ هو صحفي أمريكي مستقل وباحث في مجال أمن الحاسوب وقرصان حاسوب. كان موظفا في جامعة واشنطن وعضو أساسي في شبكة تور وهي شبكة برمجيات حرة مصممة من أجل التصفح الخفي للإنترنت. معروف بتمثيل ويكيليكس في مؤتمر قراصنة على كوكب الأرض في 2010. تم استهدافه بشكل متكرر من قبل السلطات في الولايات المتحدة، ساهم على نطاق واسع كصحفي في نشر الوثائق التي كشفها إدوارد سنودن في يونيو 2013.

## روابط خارجية
- جيكوب أبلباوم على موقع IMDb (الإنجليزية)
- جيكوب أبلباوم على موقع ميوزك برينز (الإنجليزية)
- جيكوب أبلباوم على موقع قاعدة بيانات الفيلم (الإنجليزية)